# Marija Gorica
Marija Gorica je ime naselja i općine u Hrvatskoj. Nalazi se u Zagrebačkoj županiji.

## Zemljopis
Općina Marija Gorica smještena je u sjeverozapadnom dijelu Zagrebačke županije. Graniči sa susjednim općinama Brdovec, Dubravica i Pušća. Zapadna granica općine ujedno je državna granica s  Repulikom Slovenijom na rijeci Sutli. Općinu Marija Gorica čine naselja:
- Marija Gorica, administrativno sjedište općine,
- Kraj Donji,
- Bijela Gorica,
- Kraj Gornji,
- Žlebec Gorički,
- Oplaznik,
- Celine Goričke,
- Hrastina,
- Trstenik,
- Križ Brdovečki.

Područje Općine obuhvaća najveći dio marijagoričkoga pobrđa, s kojeg se prema zapadu širi pogled na sutlansku dolinu i Krško-brežičku kotlinu u Republici Sloveniji.
Glavni prometni pravci povezuju središte općine s Zaprešićem, Harmicom i Klanjcem. Lokalna prometnica 3030 kod dvorca Januševca povezuje se s državnom cestom  državnom cestom D225 (Harmica (državna granica) – Zagreb) kojom je Općina prometno povezana s tridesetak kilometara udaljenim Zagrebom. Druga važna prometnica povezuje sutlansku dolinu i Klanjec s Harmicom. Na krajnjem zapadu Općine (u sutlanskoj dolini) nalazi se željeznička stanica Kraj Donji, na pruzi Kumrovec – Savski Marof – Zagreb (pruga je trenutno u remontu, pa od Kumrovca do Savskog Marofa prijevoz putnika obavljaju autobusi). Također, valja spomenuti i redovne autobusne linije do Zaprešića.

## Stanovništvo
Prema popisu stanovništva iz 2001. godine, općina Marija Gorica ima 2089 stanovnika. Apsolutnu većinu čine Hrvati – 97,27 %.
| broj stanovnika | 1536  | 1672  | 1770  | 1860  | 2013  | 2283  | 2233  | 2410  | 2398  | 2291  | 2207  | 1779  | 1746  | 1697  | 2089  | 2233  | 2094  |
|                 | 1857. | 1869. | 1880. | 1890. | 1900. | 1910. | 1921. | 1931. | 1948. | 1953. | 1961. | 1971. | 1981. | 1991. | 2001. | 2011. | 2021. |

| broj stanovnika | 116   | 109   | 125   | 117   | 132   | 162   | 142   | 147   | 145   | 151   | 160   | 163   | 139   | 138   | 184   | 213   | 228   |
|                 | 1857. | 1869. | 1880. | 1890. | 1900. | 1910. | 1921. | 1931. | 1948. | 1953. | 1961. | 1971. | 1981. | 1991. | 2001. | 2011. | 2021. |

## Uprava
Općinom Marija Gorica upravlja Općinsko vijeće s trinaest članova. Članove vijeća biraju stanovnici Općine s pravo glasa na lokalnim, općinskim izborima. Općinskim vijećem predsjedava predsjednik vijeća, koji je ujedno i načelnik općine. Dužnost načelnice Općine trenuto obavlja Marica Jančić (HDZ). 
Za obavljanje poslova iz samoupravnog djelokruga, kao i poslova državne uprave prenijetih na općinu, osnovan je Jedinstveni upravni odjel.
Administrativno sjedište općine je u naselju Marija Gorica.

## Povijest
Najstarija toponimijska potvrda koja se odnosi na područje današnje Marije Gorice potječe iz 1527. godine. U dokumentu kojim je Ferdinand I. potvrdio darivanje posjeda i mjesta za franjevački samostan spominje se Sveta Gorica (Sanctus Monticulus). Istraživanja su pokazala da je riječ o skraćenom toponimu nastalome od imena Svetokriške gorice (Monticulus Sancti Cruci), odnosno gorice (vinogradi) crkve Svetoga Križa. Riječ je o župnoj crkvi koja se spominje od 14. stoljeća.
U 19. i početkom 20. stoljeća Marija Gorica je u administrativnom kontekstu pripadala brdovečkoj administrativnoj cjelini, a od sredine 20. stoljeća općini Zaprešić. Godine 1995. osnovana je samostalna općina Marija Gorica.

## Poznate osobe
- Ante Kovačić, pisac u razdoblju hrvatskog realizma, rođen je 1854. godine u Oplazniku, na području Općine. Njegovo najpoznatije djelo je U registraturi.
- Ivan Pernar (1889. – 1967.), rođen na području Općine. Bio je zastupnik HSS-a, ranjen u Beogradskoj skupštini sa Stjepanom Radićem i ostalima.
- Dragutin Boranić (1870. – 1955.), hrvatski jezikoslovac.

## Spomenici i znamenitosti
Nedaleko od crkve u Mariji Gorici pronađen je zub nosoroga roda Rhinoceros i zubi praslona Deinotherium giganteum. Praslon je imao velike uvrnute kljove u donjoj čeljusti i jedini je nalaz ove vrste u Hrvatskoj. Njegov lik nalazi se na grbu općine Marija Gorica.
- Kapela Sv. Križa, zaštićeno kulturno dobro
- Kuća Krulc, zaštićeno kulturno dobro

## Obrazovanje
Osnovna škola u Mariji Gorici osnovana je 1854. godine. Od 1947. godine Osnovna škola Ante Kovačića bila je područna škola, a od 1. siječnja 2007. godine djeluje kao samostalna škola.

## Kultura
Na području kulturno-umjetničkog života treba istaknuti KUD Zgubidan.

## Šport
U Kraju Donjem je nogometno igralište i mali športski centar, pod nazivom ŠRC "Mladost". Na njemu utakmice igra NK "Mladost" iz Kraja Donjeg.

## Unutarnje poveznice
- Kulturno-povijesna cjelina Marija Gorica, zaštićeno kulturno dobro

## Vanjske poveznice
- Službene stranice Općine Marija Gorica